# باربرا كونكل
باربرا كونكل (بالإنجليزية: Barbara Kunkel) هي لاعبة تايكوندو أمريكية، ولدت في 17 سبتمبر 1969.

## وصلات خارجية
- باربرا كونكل على موقع TaekwondoData.com (الإنجليزية)
- باربرا كونكل على موقع أوليمبيديا (الإنجليزية)